# Арношт Дворжак

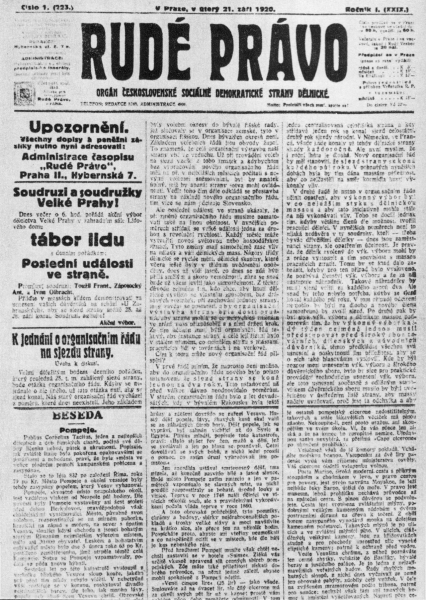
Газета «Rudé právo»

Арношт Дворжак (1 січня 1881, Горжовіце — 22 жовтня 1933, Прага) — лікар, відомий чеський драматург, перекладач та театральний режисер міжвоєнного періоду. Прославився як  автор п'єси «Král Václav IV.».

## Життєпис
Арношт Дворжак народився у сім'ї вчителя горжовіцької міщанської школи Яна Дворжака та його дружини Франтішки, уродженки Мансфелдори. Після закінчення навчання у гімназії, продовжив вивчати лікарську справу в Univerzita Karlova, а після його закінчення (1905) став військовим лікарем.
Будучи лікарем, Арношт Дворжак працював на різних фронтах під час Першої світової війни і тоді ж отримав нагороду «За мужність».
Після війни продовжив лікарську справу, але паралельно займався і літературною творчістю.

### Зв'язок з Україною
Дворжак часто подорожував за кордон. Кілька разів перебував у Криму гостем Karla Kramáře (Карла Крамарже) та його дружини Надії Миколаївни.

## Творчість

### Театр
Арношта Дворжака називали піонером так званої драми натовпу, де головну роль грав натовп, а не окремі герої.

### П'єси
- Kníže (1908)
- Král Václav IV. (1910)
- Husité (1919)
- Mrtvá (1919)
- Balada o ženě vražednici (1922)
- Matěj Poctivý (1922) — разом з  Ladislavem Klímou (Ладиславом Клімою)
- Lvice (1926)

### Переклад
Арношт Дворжак перекладав з польської (Stanislav Przybyszewski: Štěstí, 1922)  та німецької (Franz Werfel: Kozlí zpěv, 1923) мов.

### Журналістика
Протягом 1920—1921 рр., Арношт Дворжак, працював редактором газети «Rudé právo» . Разом із Františkem Zavřelem (Франтішком Завржелем) заснував театральний журнал «Scéna», а в 1929—1930 рр. став співредактором щомісячника «Nová scéna».

### Радіо
Дворжак переробив власну п'єсу «Mrvá a Balada o ženě vražednici» на триптих «Marja vražednice» для радіо. Прем'єра відбулася вже після смерті автора, в 1938 році. А в 1968 році, режисер Петр Адлер поставив «Král Václav IV» з  Jiřím Adamírou (Їржі Адаміром) у головній ролі.

### Телебачення
У 1969 році чехословацьке телебачення зняло постановку «Kníže» на однойменну п'єсу Дворжака. Режисер Федор Кауцкі, з  Властем Фіаловим та Йозефом Гусніком у головних ролях.